# Головківка (футбольний клуб)
Футбольний клуб «Головківка» — український аматорський футбольний клуб з села Головківка Олександрійського району Кіровоградської області. Виступає у першій групі чемпіонату Кіровоградської області та у першій групі чемпіонату Олександрійського району. Утворений в 2010 році. Домашні матчі команда проводить на стадіоні «Головківський» місткістю 628 місць (до реконструкції 580 місць). Президент клубу — Віталій Миколайович Згама. Почесний президент клубу — Анатолій Іванович Кузьменко. Генеральний спонсор — Товариство з обмеженою відповідальністю  «УкрАгроКом».

## Історія
У 2010 році, коли був юридично зареєстрований ПФК «УкрАгроКом», у керівників клубу виникла ідея створити традиційну сільську команду села Головківки, у якій могли б виступали і вдосконалювати свою футбольну майстерність місцеві вихованці. Ініціатором створення цієї команди був Віталій Миколайович Згама і в 2010 році був юридично зареєстрований ФК «УкрАгроКом-2» (с. Головківка), який почав свої виступи в чемпіонаті Кіровоградської області у групі ІІ (Схід). Цей чемпіонат команда впевнено виграла, не зазнавши жодної поразки і лише раз зігравши у нічию. Також в 2010 році команда виграла Кубок Олександрійського району на приз газети «Сільський Вісник», що розігрувався вперше.

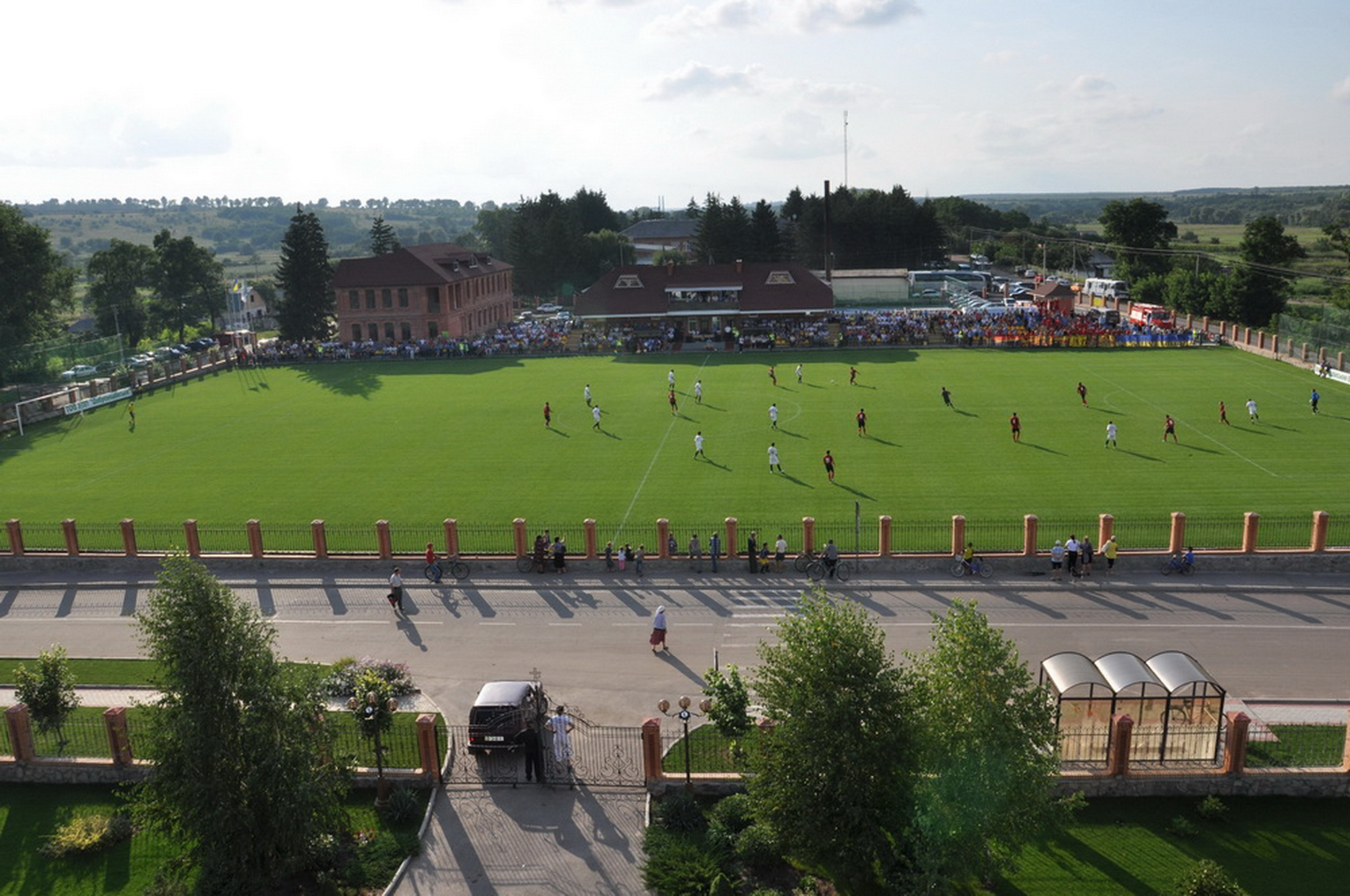
Стадіон «Головківський»

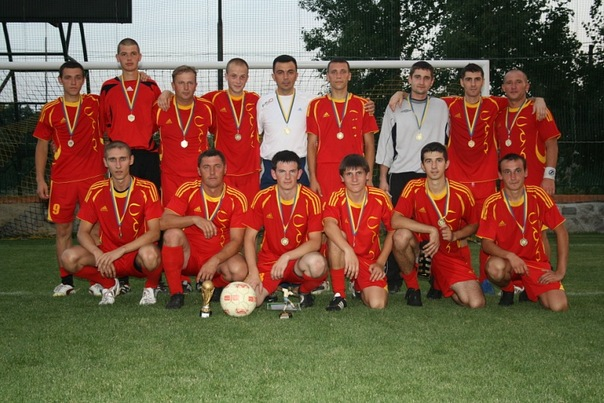
Після фінальної гри чемпіонату Олександрійського району, 2011 рік

У 2011 році команду було реорганізовано в ФК «Головківка», і вона припинила виступи на обласній арені. Також в 2011 році головківці виграли чемпіонат Олександрійського району, що проводився вперше, перегравши у фінальному матчі ФК «Сатурн» (с. Червона Кам'янка) з рахунком 9:1. А в фіналі Кубка Олександрійського району на приз газети «Сільський Вісник» в серії післяматчевих пенальті поступилися ФК «ОЛК» (с. Войнівка) з рахунком 6:5 (основний час 1:1).
У 2012 році ФК «Головківка» поновив виступи на обласній арені, взявши участь в чемпіонаті Кіровоградської області у групі ІІ (Схід). Також команда взяла участь в чемпіонаті Олександрійського району, який у підсумку виграла. У розіграші Кубка Олександрійського району на приз газети «Сільський Вісник», команда вибула з боротьби на стадії півфіналу, поступившись «ОЛК» (с. Войнівка) з рахунком 0:3. А в розіграші Кубка Кіровоградської області ФК «Головківка» вибув з боротьби на стадії 1/16 фіналу, поступившись ФК «Арсенал» (м. Кіровоград) з рахунком 1:0. Цього року в чемпіонаті області команда посіла 5 місце з 7 команд в своїй групі, що змусило керівництво клубу піти на зміни у тренерському штабі команди.
У 2013 році тренером клубу став вихованець головківського футболу Богдан Анатолійович Куруп, який не тільки тренував команду, але і грав у її складі. До команди було залучено юних головківських вихованців, а також вихованців футболу Олександрійщини. Команда взяла участь у вищому дивізіоні чемпіонату Кіровоградської області — в групі І, де серед 9 команд посіла 6 місце. ФК «Головківка» взяв участь в розіграші Кубка Кіровоградської області і дійшов до стадії 1/4 фіналу, де поступився кіровоградському «Ікару» з рахунком 0:3. Також команда взяла участь в чемпіонаті Олександрійського району, де головківці стали чемпіонами. У Кубку Олександрійського району ФК «Головківка» у півфіналі поступився червонокам'янському «Сатурну» з рахунком 4:3.
У 2014 році головним тренером команди став екс-гравець ФК «Полтава», ПФК «Олександрія», білоруських «Нафтана» (Новополоцьк) та «Білшини» (Бобруйськ) Віталій Васильович Азаров. Віталій Азаров не тільки тренував команду, але і грав у її складі. Богдан Куруп залишився тренером та гравцем команди. До команди було залучено ще більше юних вихованців головківського футболу та багато досвідчених вихованців олександрійського футболу. Під орудою Віталія Азарова команда посіла 4 місце серед 8 команд у чемпіонаті Кіровоградської області (група І) та дійшла до 1/8 фіналу Кубка Кіровоградської області, поступившись кіровоградському «Олімпіку» з рахунком 1:3. В чемпіонаті Олександрійського району ФК «Головківка» став чемпіоном, а також здобув Кубок Олександрійського району, який команда не вигравала з 2010 року, перегравши олександрійський «Кристал» з рахунком 5:0. У листопаді 2014 року ФК «Головківка» став володарем Суперкубка Олександрійського району, здобувши перемогу над ФК «Зарічне» (Новий Стародуб) з рахунком 6:3 .

## Досягнення
- Чемпіон Олександрійського району серед команд першої групи: 2011, 2012, 2013, 2014
- Володар Кубка Олександрійського району на приз газети «Сільський Вісник»: 2010, 2014
- Фіналіст Кубка Олександрійського району на призи газети «Сільський Вісник»: 2011
- Віце-чемпіон Кіровоградської області: 2015
- Бронзовий призер чемпіонату Кіровоградської області: 2016
- Фіналіст Кубка Кіровоградської області: 2015[4]